# Ratatosc

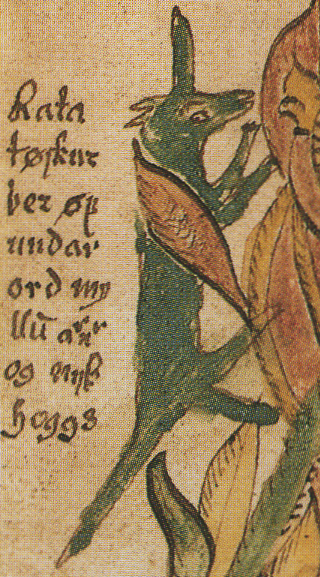
Dibuix del de l'esquirol Ratatosc.

En la mitologia escandinava, Ratatosc (norrè: Ratatǫskr significa «dent rosegadora" o «dent perforadora») és el nom de l'esquirol que corre pel tronc del freixe còsmic Ígdrasil, portant les paraules rancunioses i hostils que s'adrecen mútuament el drac Nidhog i l'àguila (el nom de la qual es desconeix) que viu a la capçada de l'arbre.
En islandès modern, hom hi llegeix el mot com a Ratatoskur, encara que, si hom mira amb atenció el dibuix adjunt, del segle xvii, podrà constatar que, el que realment hi diu, és Ratatøskur; Ratatöskur és la forma que s'hi ha emprat tradicionalment.
Ratatosc està descrit a l'Edda poètica, compilada al segle xiii a partir de fonts tradicionals anteriors, i a l'Edda en prosa, escrita al segle xiii per Snorri Sturluson.